# Matisse Thybulle
Matisse Thybulle (ur. 4 marca 1997 w Scottsdale) – amerykański koszykarz, występujący na pozycjach rozgrywającego lub rzucającego obrońcy, posiadający także australijskie obywatelstwo, obecnie zawodnik Portland Trail Blazers. 
W 2018 brał udział w Nike Skills Academy.
9 lutego 2023 został wytransferowany do Portland Trail Blazers.

## Osiągnięcia
Stan na 20 września 2023, na podstawie, o ile nie zaznaczono inaczej.

### NCAA
- Uczestnik rozgrywek II rundy turnieju NCAA (2019)
- Mistrz sezonu regularnego konferencji Pacific-12 (2019)
- Obrońca roku:
  - NCAA im. Naismitha (2019)
  - Pac-12 (2018, 2019)[4]
- Laureat Lefty Driesell Award (2019)[5]
- Zaliczony do:
  - I składu:
    - Pac-12 (2019)
    - defensywnego Pac-12 (2018, 2019)
    - turnieju Pac-12 (2019)

  - składu honorable mention All-American (2019 przez Associated Press)
- Lider NCAA w przechwytach (2019)[6]

### NBA
- Zaliczony do II składu defensywnego NBA (2021[7], 2022[8])

### Reprezentacja
- Brązowy medalista olimpijski (2020)[9]
- Uczestnik mistrzostw świata (2023 – 10. miejsce)[10]
- Lider igrzysk olimpijskich w przechwytach (2020 – 3)[11]